# Rea Stark
Rea Stark (St. Gallen, 11. lipnja 1983.) švicarski je industrijski dizajner hrvatskog podrijetla.

## Život i rad
Stark je apsolvirao Schule für Gestaltung GBS u St. Gallenu. Zatim je osnovao vlastito dizajnersko poduzeće te je na projektima radio kao industrijski dizajner, između ostalog, za Sony, LG, Canon i Nespresso. U suradnji s Antonom Piëchom, sinom bivšeg predsjednika nadzornog odbora društva VW Ferdinanda Piëcha, Stark je 2016. osnovao poduzeće Piëch Automotive u Zürichu.
Godine 2020. Stark je osnovao društvo Quantum Group, kojim je društvu VW dao ponudu vrijednu 11,5 milijardi USD za marku Lamborghini, što je odzvonilo u vijestima diljem svijeta. Ponudu je VW koncern odbijao.
Krajem 2020. Stark je napustio svoju ulogu jednog od dvojice izvršnih direktora društva Piëch Automotive te je, prema vlastitu navođenju, istupio iz sektora operativnog poslovanja poduzeća, no i dalje je kao glavni rukovoditelj za dizajn nadležan za kreativno područje.
Godine 2024. Stark je, zajedno s nuklearnim inženjerom Williamom G. J. Theronom i bivšim zaposlenicima Googlea, osnovao tvrtku Deep Atomic AG. Ova tvrtka, sa sjedištima u Švicarskoj, Ujedinjenom Kraljevstvu, Južnoj Africi i Sjedinjenim Državama, razvija male modularne nuklearne reaktore (SMR).

## Nagrade
- 2020: German Design Award[2][13]
- 2019: Design Preis Schweiz[14][15]